# Khai Bua Ban
Khai Bua Ban (sinh thế kỷ 15 tại Muang Sua, mất 1436 tại Sop Kham Vương quốc Lan Xang), danh xưng hoàng gia là Samdach Brhat-Anya Chao Kaya Buvanabana, sử Việt Nam gọi là Dụ Quần, là vua của Vương quốc Lan Xang, trị vì từ năm 1433 đến khi mất 1436.
Trước khi lên ngôi Khai Bua Ban là Thống đốc Chiang Kai. Năm 1433 ông kế vị Vua Lue Sai. Năm 1436 ông bị giết theo lệnh của Nữ Nhiếp chính Nang Keo Phimpha. Người kế vị của ông là Vua Kham Keut, trị vì 1436-1438.
Tháng 8 đến tháng 9 âm năm 1434, Khâm định Việt sử Thông giám cương mục chépː "Xuất quân đi cứu Ai Lao, rồi lại bãi binh. Trước kia, bàn gia (vua) Ai Lao là Côn Cô bị Nữu Tại, là bầy tôi, đánh và bức bách. Côn Cô sai sứ giả đến cầu cứu. Nhà vua sai quản hạt 3 Lê Bạn đến hiệu dụ và dàn xếp. Đến đây, Ai Lao lại sai bầy tôi đến dâng sản vật địa phương và xin quân cứu. Nhà vua sắc sai Thiếu uý Xa Miên ở Mộc Châu đem quân Mán Nam Mã (Mã Nam) đến cứu viện. Khi đến nơi thì Nữu Tại đã giết Côn Cô mà lập Dụ Quần (Khai Bua Ban), người trong họ của Côn Cô, làm bàn gia (vua) rồi. Ai Lao lại đem dâng ba thớt voi và vàng bạc để xin hàng. Triều đình bỏ qua việc Ai Lao, không xét hỏi đến nữa, hạ lệnh cho Xa Miên kéo quân về."
Đến tết Nguyên Đán mùng 1 tháng Riêng năm Ất Mão (1435) niên hiệu Thiệu Bình thứ 2 của vua Lê Thái Tông, vua Ai Lao là Dụ Quần (Khai Bua Ban) sai sứ sang triều cống Đại Việt.